# Futebol Clube do Porto 2022-2023
Questa pagina raccoglie i dati riguardanti il Futebol Clube do Porto nelle competizioni ufficiali della stagione 2022-2023.

## Maglie e sponsor
| Casa | Trasferta | Terza Divisa |

## Rosa
Aggiornata al 24 aprile 2023. 
 In corsivo i calciatori ceduti durante la stagione 
| N. |                        | Ruolo | Calciatore        |
| -- | ---------------------- | ----- | ----------------- |
| 1  | Argentina (bandiera)   | P     | Agustín Marchesín |
| 2  | Portogallo (bandiera)  | D     | Fábio Cardoso     |
| 3  | Portogallo (bandiera)  | D     | Pepe (capitano)   |
| 4  | Portogallo (bandiera)  | D     | David Carmo       |
| 5  | Spagna (bandiera)      | D     | Iván Marcano      |
| 7  | Brasile (bandiera)     | A     | Gabriel Veron     |
| 8  | Colombia (bandiera)    | C     | Mateus Uribe      |
| 9  | Iran (bandiera)        | A     | Mehdi Taremi      |
| 11 | Brasile (bandiera)     | A     | Pepê              |
| 12 | Nigeria (bandiera)     | D     | Zaidu Sanusi      |
| 13 | Portogallo (bandiera)  | A     | Galeno            |
| 14 | Portogallo (bandiera)  | C     | Cláudio Ramos     |
| 16 | Serbia (bandiera)      | C     | Marko Grujić      |
| 17 | Portogallo (bandiera)  | D     | Rodrigo Conceição |
| 18 | Portogallo (bandiera)  | D     | Wilson Manafá     |
| 19 | Inghilterra (bandiera) | A     | Danny Namaso      |

| N. |                       | Ruolo | Calciatore        |
| -- | --------------------- | ----- | ----------------- |
| 20 | Portogallo (bandiera) | C     | André Franco      |
| 22 | Brasile (bandiera)    | D     | Wendell           |
| 23 | Portogallo (bandiera) | C     | João Mário        |
| 25 | Brasile (bandiera)    | C     | Otávio            |
| 28 | Portogallo (bandiera) | C     | Bruno Costa       |
| 29 | Spagna (bandiera)     | A     | Toni Martínez     |
| 30 | Brasile (bandiera)    | A     | Evanilson         |
| 38 | Brasile (bandiera)    | A     | Fernando Andrade  |
| 46 | Canada (bandiera)     | C     | Stephen Eustáquio |
| 50 | Brasile (bandiera)    | A     | Wendel            |
| 67 | Portogallo (bandiera) | C     | Vasco Sousa       |
| 70 | Portogallo (bandiera) | A     | Gonçalo Borges    |
| 87 | Portogallo (bandiera) | C     | Bernardo Folha    |
| 94 | Brasile (bandiera)    | P     | Samuel            |
| 99 | Portogallo (bandiera) | P     | Diogo Costa       |

## Calciomercato

### Sessione estiva
| Acquisti | Acquisti          | Acquisti       | Acquisti                     |
| R.       | Nome              | da             | Modalità                     |
| -------- | ----------------- | -------------- | ---------------------------- |
| D        | David Carmo       | Braga          | definitivo (20,3 milioni €)  |
| A        | Gabriel Veron     | Palmeiras      | definitivo (10,25 milioni €) |
| C        | Marko Grujić      | Liverpool      | definitivo (9 milioni €)     |
| C        | Stephen Eustaquio | Paços Ferreira | definitivo (4,2 milioni €)   |
| C        | André Franco      | Estoril Praia  | definitivo (4,1 milioni €)   |
| P        | Samuel            | Portimonense   | definitivo (2,5 milioni €)   |

| Cessioni | Cessioni            | Cessioni            | Cessioni                    |
| R.       | Nome                | a                   | Modalità                    |
| -------- | ------------------- | ------------------- | --------------------------- |
| C        | Vitinha             | Paris Saint-Germain | definitivo (41,5 milioni €) |
| C        | Fábio Vieira        | Arsenal             | definitivo (35 milioni €)   |
| A        | Francisco Conceição | Ajax                | definitivo (5 milioni €)    |
| C        | Sérgio Oliveira     | Galatasaray         | definitivo (3 milioni €)    |
| P        | Agustín Marchesín   | Celta Vigo          | definitivo (1,05 milioni €) |
| D        | Diogo Leite         | Union Berlino       | prestito (500 mila €)       |
| D        | Chancel Mbemba      | Olympique Marsiglia | gratuito                    |
| C        | Shoya Nakajima      | Antalyaspor         | gratuito                    |
| C        | Mamadou Loum        | Reading             | prestito                    |
| C        | Romário Baró        | Casa Pia            | prestito                    |
| D        | Carraça             | Gil Vicente         | prestito                    |
| D        | Rúben Semedo        | Olympiacos          | prestito                    |

### Sessione invernale
| Acquisti | Acquisti | Acquisti | Acquisti |
| R.       | Nome     | da       | Modalità |
| -------- | -------- | -------- | -------- |

| Cessioni | Cessioni | Cessioni    | Cessioni |
| R.       | Nome     | a           | Modalità |
| -------- | -------- | ----------- | -------- |
| A        | Nanu     | Santa Clara | prestito |

## Risultati

### Liga Portugal

#### Girone di andata
| Arbitro: | Malheiro |

|                                                           |           |           |
| Taremi 12’, 42’ Evanilson 40’ Marcano 68’ T. Martínez 76’ | Marcatori | 88’ Winck |

| Arbitro: | Veríssimo |

|  |           |             |
|  | Marcatori | 89’ Marcano |

| Arbitro: | Nuno Almeida |

|                                                  |           |  |
| Evanilson 42’ Uribe 77’ (rig.) Galeno 86’ (rig.) | Marcatori |  |

| Arbitro: | Tiago Martins |

|                          |           |                   |
| Aziz 22’, 43’ Amaral 33’ | Marcatori | 90+3’ T. Martínez |

| Arbitro: | Pinheiro |

|  |           |                       |
|  | Marcatori | 41’ Taremi 44’ Galeno |

| Arbitro: | Nobre |

|                                       |           |  |
| Taremi 3’ Evanilson 70’ A. Franco 82’ | Marcatori |  |

| Arbitro: | Godinho |

|             |           |                     |
| Gouveia 41’ | Marcatori | 90+9’ (rig.) Taremi |

| Arbitro: | Soares Dias |

|                                                   |           |  |
| Evanilson 32’ Eustáquio 34’ Pepê 63’ Galeno 90+6’ | Marcatori |  |

| Arbitro: | Mota |

|  |           |                     |
|  | Marcatori | 22’ Otávio 52’ Pepê |

| Arbitro: | Pinheiro |

|  |           |                |
|  | Marcatori | 72’ Rafa Silva |

| Arbitro: | Soares Dias |

|             |           |            |
| Boateng 83’ | Marcatori | 3’ Cardoso |

| Arbitro: | M. Oliveira |

|                                                 |           |  |
| Evanilson 4’, 39’ Taremi 31’ Delgado 55’ (aut.) | Marcatori |  |

| Arbitro: | Godinho |

|                          |           |                                             |
| Diogo Costa 90+1’ (aut.) | Marcatori | 41’ Marcano 64’ Eustáquio 83’, 90+2’ Galeno |

| Arbitro: | Tiago Martins |

|                                                 |           |  |
| Otávio 1’ Taremi 18’, 34’, 50’ Opoku 70’ (aut.) | Marcatori |  |

| Lisbona 7 gennaio 2023, ore 20:30 WET 15ª giornata | Casa Pia | 0 – 0 referto | Porto | Stadio Pina Manique (8 107 spett.)\| Arbitro: \| Almeida \| |
| Arbitro:                                           | Almeida  |               |       |                                                             |

| Arbitro: | Correia |

|                                       |           |  |
| Galeno 10’, 21’ Otávio 42’ Taremi 48’ | Marcatori |  |

| Arbitro: | Godinho |

|  |           |                  |
|  | Marcatori | 45+2’ João Mário |

#### Girone di ritorno
| Arbitro: | Veríssimo |

|  |           |                        |
|  | Marcatori | 50’ Wendell 55’ Galeno |

| Arbitro: | C. Pereira |

|                     |           |  |
| Pepê 41’ Taremi 86’ | Marcatori |  |

| Arbitro: | Soares Dias |

|                |           |                      |
| Chermiti 90+7’ | Marcatori | 60’ Uribe 90+4’ Pepê |

| Arbitro: | Vítor Ferreira |

|                 |           |  |
| T. Martínez 44’ | Marcatori |  |

| Arbitro: | Rui Costa |

|           |           |                            |
| Taremi 4’ | Marcatori | 26’ Navarro 45+2’ M. Costa |

| Arbitro: | M. Oliveira |

|                    |           |                                         |
| Vitória 53’ (rig.) | Marcatori | 15’ Loader 43’ Otávio 90+6’ T. Martínez |

| Arbitro: | Correia |

|                             |           |                                 |
| Grujić 9’ Taremi 73’ (rig.) | Marcatori | 27’ Gouveia 67’ (rig.) Geraldes |

| Braga 19 marzo 2023, ore 20:30 WET 25ª giornata | Braga    | 0 – 0 referto | Porto | Estádio Municipal de Braga (22 256 spett.)\| Arbitro: \| Pinheiro \| |
| Arbitro:                                        | Pinheiro |               |       |                                                                      |

| Arbitro: | Nogueira |

|             |           |  |
| Cardoso 30’ | Marcatori |  |

| Arbitro: | Soares Dias |

|                        |           |                      |
| Diogo Costa 10’ (aut.) | Marcatori | 45’ Uribe 54’ Taremi |

| Arbitro: | C. Pereira |

|                      |           |              |
| Uribe 30’ Loader 80’ | Marcatori | 90+2’ Tagawa |

| Arbitro: | Soares Dias |

|  |           |                                   |
|  | Marcatori | 66’ (rig.) Taremi 83’ T. Martínez |

| Arbitro: | Rui Costa |

|            |           |  |
| Taremi 59’ | Marcatori |  |

| Arbitro: | João Pinheiro |

|  |           |                |
|  | Marcatori | 44’ I. Marcano |

| Arbitro: | M. Oliveira |

|                         |           |                        |
| Taremi 57’ Namaso 90+3’ | Marcatori | 45+5’ (aut.) Evanilson |

| Arbitro: | Veríssimo |

|                          |           |                         |
| Jaime 33’ Colombatto 45’ | Marcatori | 6’, 9’, 68’, 74’ Taremi |

| Arbitro: | Soares Dias |

|                                    |           |  |
| Taremi 8’ Otávio 32’ Evanilson 39’ | Marcatori |  |

### Taça de Portugal
| Arbitro: | Nogueira |

|  |           |                                                                         |
|  | Marcatori | 6’ Loader 11’ G. Veron 31’, 86’ T. Martínez 50’ Cardoso 90’ Bruno Costa |

| Arbitro: | Malheiro |

|  |           |                                     |
|  | Marcatori | 7’ Marcano 38’ Eustáquio 73’ Galeno |

| Arbitro: | Gonçalves |

|                                        |           |  |
| Galeno 31’ T. Martínez 54’, 57’, 90+3’ | Marcatori |  |

| Arbitro: | Correia |

|  |           |               |
|  | Marcatori | 50’ A. Franco |

| Vila Nova de Famalicão 26 aprile 2023, ore 20:45 WEST Semifinali - Andata | Famalicão | 1 – 2 referto               | Porto | Estádio Municipal 22 de Junho |
| \| \| \| \| \| Penetra 37’ \| Marcatori \| 16’ Marcano 63’ T. Martínez \| |           |                             |       |                               |
|                                                                           |           |                             |       |                               |
| Penetra 37’                                                               | Marcatori | 16’ Marcano 63’ T. Martínez |       |                               |

| Arbitro: | Gonçalves |

|                                                  |           |                     |
| Galeno 28’ (rig.) Otávio 120+1’ Evanilson 120+4’ | Marcatori | 21’ Cádiz 75’ Jaime |

| Arbitro: | João Pinheiro |

|  |           |                                |
|  | Marcatori | 52’ (aut.) R. Horta 81’ Otávio |

### Taça da Liga

#### Fase a gironi
| Arbitro: | Nogueira |

|                          |           |                          |
| Pepê 48’ T. Martínez 70’ | Marcatori | 16’ Fati 42’ G. Ferreira |

| Arbitro: | C. Pereira |

|  |           |                 |
|  | Marcatori | 55’, 59’ Loader |

| Arbitro: | Vítor Ferreira |

|                                                         |           |  |
| T. Martínez 1’ Galeno 48’ Wendell 58’ Taremi 67’ (rig.) | Marcatori |  |

#### Fase ad eliminazione diretta
| Arbitro: | Mota |

|                      |           |  |
| Galeno 4’ Taremi 67’ | Marcatori |  |

| Arbitro: | Rui Costa |

|                                   |           |  |
| Eustáquio 7’ Loader 67’ Folha 79’ | Marcatori |  |

| Arbitro: | Pinheiro |

|  |           |                           |
|  | Marcatori | 10’ Eustáquio 86’ Marcano |

### Supertaça Cândido de Oliveira
| Arbitro: | Mota |

|                               |           |  |
| Taremi 30’, 82’ Evanilson 33’ | Marcatori |  |

### UEFA Champions League

#### Fase a gironi
| Arbitro: | Marciniak |

|                                |           |                    |
| Hermoso 90+1’ Griezmann 90+11’ | Marcatori | 90+6’ (rig.) Uribe |

| Arbitro: | Sidiropoulos |

|  |           |                                                     |
|  | Marcatori | 15’ (rig.) Jutglà 47’ Sowah 52’ Skov Olsen 89’ Nusa |

| Arbitro: | Taylor |

|                      |           |  |
| Zaidu 69’ Galeno 87’ | Marcatori |  |

| Arbitro: | Kovács |

|  |           |                                         |
|  | Marcatori | 6’ Galeno 53’ (rig.), 64’ (rig.) Taremi |

| Arbitro: | Oliver |

|  |           |                                             |
|  | Marcatori | 29’, 70’ Taremi 57’ Evanilson 60’ Eustáquio |

| Arbitro: | Orsato |

|                         |           |                      |
| Taremi 5’ Eustáquio 24’ | Marcatori | 90+5’ (aut.) Marcano |

#### Fase ad eliminazione diretta
| Arbitro: | Jovanović |

|               |           |  |
| R. Lukaku 86’ | Marcatori |  |

| Porto 14 marzo 2023, ore 21:00 CET Ottavi di finale - Ritorno | Porto     | 0 – 0 referto | Inter | Stadio do Dragão (48 015 spett.)\| Arbitro: \| Marciniak \| |
| Arbitro:                                                      | Marciniak |               |       |                                                             |

## Statistiche

### Statistiche di squadra
| Competizione     | Punti | In casa | In casa | In casa | In casa | In casa | In casa | In trasferta | In trasferta | In trasferta | In trasferta | In trasferta | In trasferta | Totale | Totale | Totale | Totale | Totale | Totale | DR  |
| Competizione     | Punti | G       | V       | N       | P       | Gf      | Gs      | G            | V            | N            | P            | Gf           | Gs           | G      | V      | N      | P      | Gf     | Gs     | DR  |
| ---------------- | ----- | ------- | ------- | ------- | ------- | ------- | ------- | ------------ | ------------ | ------------ | ------------ | ------------ | ------------ | ------ | ------ | ------ | ------ | ------ | ------ | --- |
| Primeira Liga    | 85    | 17      | 15      | 0       | 2       | 44      | 11      | 17           | 12           | 4            | 1            | 29           | 11           | 34     | 27     | 4      | 3      | 73     | 22     | +51 |
| Taça de Portugal | -     | 2       | 2       | 0       | 0       | 7       | 2       | 4            | 4            | 0            | 0            | 12           | 1            | 7      | 7      | 0      | 0      | 17     | 3      | +14 |
| Taça da Liga     | 7     | 3       | 2       | 1       | 0       | 8       | 2       | 3            | 3            | 0            | 0            | 7            | 0            | 6      | 5      | 1      | 0      | 15     | 2      | +13 |
| Supertaça        |       | -       | -       | -       | -       | -       | -       | 1            | 1            | 0            | 0            | 3            | 0            | 1      | 1      | 0      | 0      | 3      | 0      | +3  |
| Champions League | 12    | 4       | 2       | 1       | 1       | 4       | 5       | 4            | 2            | 0            | 2            | 8            | 3            | 8      | 4      | 1      | 3      | 12     | 8      | +4  |
| Totale           | -     | 26      | 21      | 2       | 3       | 63      | 20      | 29           | 22           | 4            | 3            | 59           | 15           | 55     | 43     | 6      | 6      | 118    | 35     | +83 |

### Andamento in campionato
| Giornata  | 1 | 2 | 3 | 4 | 5 | 6 | 7 | 8 | 9 | 10 | 11 | 12 | 13 | 14 | 15 | 16 | 17 | 18 | 19 | 20 | 21 | 22 | 23 | 24 | 25 | 26 | 27 | 28 | 29 | 30 | 31 | 32 | 33 | 34 |
| --------- | - | - | - | - | - | - | - | - | - | -- | -- | -- | -- | -- | -- | -- | -- | -- | -- | -- | -- | -- | -- | -- | -- | -- | -- | -- | -- | -- | -- | -- | -- | -- |
| Luogo     | T | C | T | T | T | C | T | C | T | C  | T  | C  | T  | C  | T  | C  | T  | T  | C  | T  | C  | C  | T  | C  | T  | C  | T  | C  | T  | C  | T  | C  | T  | C  |
| Risultato | V | V | V | P | V | V | N | V | V | P  | V  | V  | V  | P  | N  | N  | V  | V  | V  | V  | V  | P  | V  | V  | N  | V  | V  | V  | V  | V  | V  | V  | V  | V  |
| Posizione | 2 | 1 | 1 | 3 | 3 | 3 | 3 | 2 | 2 | 2  | 3  | 2  | 2  | 2  | 3  | 3  | 3  | 2  | 2  | 2  | 2  | 2  | 2  | 2  | 2  | 2  | 2  | 2  | 2  | 2  | 2  | 2  | 2  | 2  |

Legenda:

Luogo: C = Casa; T = Trasferta. Risultato: V = Vittoria; N = Pareggio; P = Sconfitta.

### Statistiche individuali
| Giocatore    | Primeira Liga | Primeira Liga | Primeira Liga | Primeira Liga | Taça de Portugal | Taça de Portugal | Taça de Portugal | Taça de Portugal | Taça de Liga + Supertaça Cândido de Oliveira | Taça de Liga + Supertaça Cândido de Oliveira | Taça de Liga + Supertaça Cândido de Oliveira | Taça de Liga + Supertaça Cândido de Oliveira | UEFA Champions League | UEFA Champions League | UEFA Champions League | UEFA Champions League | Totale   | Totale | Totale      | Totale     |
| Giocatore    | Presenze      | Reti          | Ammonizioni   | Espulsioni    | Presenze         | Reti             | Ammonizioni      | Espulsioni       | Presenze                                     | Reti                                         | Ammonizioni                                  | Espulsioni                                   | Presenze              | Reti                  | Ammonizioni           | Espulsioni            | Presenze | Reti   | Ammonizioni | Espulsioni |
| ------------ | ------------- | ------------- | ------------- | ------------- | ---------------- | ---------------- | ---------------- | ---------------- | -------------------------------------------- | -------------------------------------------- | -------------------------------------------- | -------------------------------------------- | --------------------- | --------------------- | --------------------- | --------------------- | -------- | ------ | ----------- | ---------- |
| F. Andrade   | 0             | 0             | 0             | 0             | 0                | 0                | 0                | 0                | 0                                            | 0                                            | 0                                            | 0                                            | 0                     | 0                     | 0                     | 0                     | 0        | 0      | 0           | 0          |
| G. Borges    | 10            | 0             | 0             | 0             | 2                | 0                | 0                | 0                | 4+0                                          | 0                                            | 1                                            | 0                                            | 4                     | 0                     | 1                     | 0                     | 20       | 0      | 2           | 0          |
| F. Cardoso   | 17            | 2             | 4             | 0             | 4                | 1                | 1                | 0                | 5+0                                          | 0                                            | 0                                            | 0                                            | 4                     | 0                     | 1                     | 0                     | 30       | 3      | 6           | 0          |
| D. Carmo     | 9             | 0             | 1             | 0             | 1                | 0                | 0                | 0                | 0                                            | 0                                            | 0                                            | 0                                            | 5                     | 0                     | 3                     | 0                     | 15       | 0      | 4           | 0          |
| R. Conceição | 16            | 0             | 0             | 0             | 3                | 0                | 1                | 0                | 4+0                                          | 0                                            | 0                                            | 0                                            | 2                     | 0                     | 0                     | 0                     | 25       | 0      | 1           | 0          |
| B. Costa     | 6             | 0             | 0             | 0             | 2                | 1                | 0                | 0                | 1+1                                          | 0                                            | 0                                            | 0                                            | 3                     | 0                     | 0                     | 0                     | 13       | 1      | 0           | 0          |
| D. Costa     | 33            | -22           | 1             | 0             | 0                | 0                | 0                | 0                | 0                                            | 0                                            | 0                                            | 0                                            | 8                     | -8                    | 0                     | 0                     | 41       | -30    | 1           | 0          |
| S. Eustáquio | 29            | 2             | 2             | 1             | 5                | 1                | 1                | 0                | 2+1                                          | 2+0                                          | 1+0                                          | 0                                            | 7                     | 2                     | 1                     | 0                     | 44       | 7      | 5           | 1          |
| Evanilson    | 23            | 7             | 1             | 0             | 6                | 1                | 0                | 0                | 3+1                                          | 0+1                                          | 2+0                                          | 0                                            | 8                     | 1                     | 0                     | 0                     | 41       | 10     | 3           | 0          |
| B. Folha     | 5             | 0             | 0             | 1             | 2                | 0                | 0                | 0                | 4+0                                          | 1+0                                          | 0                                            | 0                                            | 2                     | 0                     | 0                     | 0                     | 13       | 1      | 0           | 1          |
| A. Franco    | 17            | 2             | 2             | 0             | 4                | 1                | 0                | 0                | 3+0                                          | 0                                            | 0                                            | 0                                            | 1                     | 0                     | 0                     | 0                     | 25       | 3      | 2           | 0          |
| Galeno       | 31            | 8             | 4             | 0             | 6                | 3                | 1                | 0                | 6+1                                          | 2+0                                          | 1+0                                          | 0                                            | 8                     | 2                     | 0                     | 0                     | 52       | 15     | 6           | 0          |
| M. Grujić    | 24            | 1             | 5             | 0             | 7                | 0                | 1                | 0                | 3+1                                          | 0                                            | 2+1                                          | 0                                            | 4                     | 0                     | 1                     | 0                     | 39       | 1      | 10          | 0          |
| João Mário   | 18            | 1             | 3             | 1             | 3                | 0                | 1                | 0                | 6+1                                          | 0                                            | 0                                            | 0                                            | 5                     | 0                     | 3                     | 0                     | 33       | 1      | 7           | 1          |
| W. Manafá    | 7             | 0             | 1             | 0             | 3                | 0                | 0                | 0                | 0                                            | 0                                            | 0                                            | 0                                            | 0                     | 0                     | 0                     | 0                     | 10       | 0      | 1           | 0          |
| I. Marcano   | 25            | 4             | 9             | 1             | 6                | 2                | 0                | 0                | 6+1                                          | 1+0                                          | 0                                            | 0                                            | 3                     | 0                     | 0                     | 0                     | 41       | 7      | 9           | 1          |
| A. Marchesín | 0             | 0             | 0             | 0             | 0                | 0                | 0                | 0                | 0+1                                          | 0                                            | 0                                            | 0                                            | 0                     | 0                     | 0                     | 0                     | 1        | 0      | 0           | 0          |
| A. Marcus    | 1             | 0             | 0             | 0             | 0                | 0                | 0                | 0                | 0                                            | 0                                            | 0                                            | 0                                            | 0                     | 0                     | 0                     | 0                     | 1        | 0      | 0           | 0          |
| T. Martínez  | 31            | 5             | 0             | 0             | 7                | 6                | 1                | 0                | 4+1                                          | 2+0                                          | 1+0                                          | 0                                            | 7                     | 0                     | 0                     | 0                     | 50       | 13     | 2           | 0          |
| D. Namaso    | 22            | 3             | 2             | 0             | 5                | 1                | 1                | 0                | 5+1                                          | 3+0                                          | 0                                            | 0                                            | 3                     | 0                     | 0                     | 0                     | 36       | 7      | 3           | 0          |
| Otávio       | 27            | 5             | 7             | 0             | 6                | 2                | 3                | 0                | 4+0                                          | 0                                            | 0                                            | 0                                            | 7                     | 0                     | 2                     | 1                     | 44       | 7      | 12          | 1          |
| Pepe         | 24            | 0             | 4             | 0             | 5                | 0                | 1                | 0                | 2+1                                          | 0                                            | 1+0                                          | 0                                            | 4                     | 0                     | 0                     | 0                     | 36       | 0      | 6           | 0          |
| Pepê         | 34            | 4             | 2             | 0             | 6                | 0                | 1                | 0                | 6+1                                          | 1+0                                          | 1+0                                          | 0                                            | 8                     | 0                     | 2                     | 1                     | 55       | 5      | 6           | 1          |
| C. Ramos     | 1             | 0             | 1             | 0             | 7                | -3               | 0                | 0                | 6+0                                          | -2                                           | 0                                            | 0                                            | 0                     | 0                     | 0                     | 0                     | 14       | -5     | 1           | 0          |
| V. Sousa     | 1             | 0             | 0             | 0             | 0                | 0                | 0                | 0                | 0                                            | 0                                            | 0                                            | 0                                            | 0                     | 0                     | 0                     | 0                     | 1        | 0      | 0           | 0          |
| M. Taremi    | 33            | 22            | 7             | 0             | 5                | 0                | 1                | 0                | 5+1                                          | 2+2                                          | 0+1                                          | 0                                            | 7                     | 5                     | 0                     | 1                     | 51       | 31     | 9           | 1          |
| M. Uribe     | 31            | 4             | 6             | 1             | 6                | 0                | 2                | 0                | 6+1                                          | 0                                            | 3+1                                          | 0                                            | 7                     | 1                     | 3                     | 0                     | 51       | 5      | 15          | 1          |
| G. Veron     | 17            | 0             | 1             | 0             | 3                | 1                | 0                | 0                | 2+1                                          | 0                                            | 0                                            | 0                                            | 3                     | 0                     | 0                     | 0                     | 26       | 1      | 1           | 0          |
| Wendel       | 0             | 0             | 0             | 0             | 0                | 0                | 0                | 0                | 1+0                                          | 0                                            | 0                                            | 0                                            | 0                     | 0                     | 0                     | 0                     | 1        | 0      | 0           | 0          |
| Wendell      | 26            | 1             | 4             | 0             | 6                | 0                | 1                | 1                | 6+0                                          | 1                                            | 2                                            | 0                                            | 6                     | 0                     | 0                     | 0                     | 44       | 2      | 7           | 1          |
| Zaidu        | 18            | 0             | 3             | 0             | 3                | 0                | 0                | 0                | 1+1                                          | 0                                            | 0                                            | 0                                            | 8                     | 1                     | 0                     | 0                     | 31       | 1      | 3           | 0          |